# Гвердцители, Ираклий Григорьевич
Ираклий Григорьевич Гвердцители (22 декабря 1918, г. Тбилиси − 1991) — грузинский советский учёный физик-экспериментатор, академик Академии наук Грузинской ССР (1979), в 1978 —82 — вице-президент Академии наук Грузинской ССР. Государственная премия СССР (1974).

## Биография
Родился в Тбилиси.
В 1941 году окончил Тбилисский государственный университет.
В 1961 году Ираклий Григорьевич возглавлял Огудзерский филиал Сухумского физико-технического института, где проводились наиболее важные и секретные исследования по прямому преобразованию ядерной и тепловой энергии в электрическую.
В 1962 директор Сухумского физико-технического института. Это произошло после смерти первого директора этого прославленного института И. Ф. Кварцхави. После назначения директором Ираклию Григорьевичу пришлось заниматься и исследованиями, проводимыми в Институте по физике плазмы и управляемому термоядерному синтезу.
Период правления Ираклия Григорьевича (1962—1969 гг.) стал максимально плодотворным периодом для Сухумского физико-технического института. Институт быстро занял ведущее положение в отрасли. Ираклий Григорьевич определял направления исследований по прямому преобразованию ядерной энергии в электрическую в ведущих институтах Комитета по атомной энергии СССР: Обнинском физико-энергетическом институте и Подольском ядерно-технологическом институте (Московская область).
Гвердцители развернул бурную деятельность по становлению в СФТИ новой тематики, связанной с решением проблем прямого преобразования тепла ядерных реакций в электрическую энергию для нужд космической энергетики.
Ираклий Григорьевич стал заметной фигурой в Комитете по атомной энергии и сблизился с Евгением Павловичем Велиховым.
В 1969 году перебирается в Москву, став директором Подольского ядерно-технологического института (Московская область).
В 1976 году переехал в Тбилиси, где стал председателем Госкомитета по науке и технике и академиком АН Грузинской ССР.
Участвовал в разработке установок «Бук», «Топаз», «Енисей» и ряде других.
В 1979 — академик Академии Наук Грузинской ССР
В 1978—1982 — вице-президент Академии наук Грузинской ССР.

## Область научных исследований
Основные исследования посвящены термоэлектричеству, термоэмиссионному способу преобразования энергии, ионному легированию, физическим основам и технологии разделения стабильных изотопов, изучению молекулярных слоистых структур.

## Награды и премии
- Государственная премия СССР (1974).